# Kabacan
Kabacan é um município de  primeira classe de renda municipal (d) na província Cotabato, nas Filipinas. De acordo com o censo de 1 de maio  de  2020 possui uma população de 77 164 pessoas e 17 891 domicílios.